# Making Waves
Making Waves es el álbum debut de la banda finlandesa de rock Hay & Stone. Fue lanzado el 20 de septiembre de 2006 por la disquera SM Records Finland. El álbum incluye una versión de Jimi Hendrix.

## Lista de canciones
1. "Prayer Song" (Heinonen) – 02:54
2. "Give Me the Power Back" (Heinonen) – 05:07
3. "Freedom Fighter" (Heinonen) – 05:18
4. "Southern Hemisphere" (Heinonen) – 05:06
5. "Earth People" (Heinonen) – 04:15
6. "Sun Sweeps the Shadow" (Heinonen) – 04:08
7. "Last Time Around" (Heinonen/Kivimäki/Risku) – 02:53
8. "Someone Forgot to Dry up the Heat Room" (Heinonen) – 05:30
9. "What People Seek" (Heinonen) – 03:00
10. "Spanish Castle Magic" (Hendrix) – 05:40
11. "Dig the Vibe" (Heinonen) – 03:38

## Créditos
- Eero Heinonen – Vocales, Bajo
- Hannu Risku – Guitarra
- Petri Kivimäki – Batería